# Jodina rhombifolia
Jodina rhombifolia là một loài thực vật có hoa trong họ Santalaceae. Loài này được (Hook. & Arn.) Reissek mô tả khoa học đầu tiên năm 1861.

## Hình ảnh

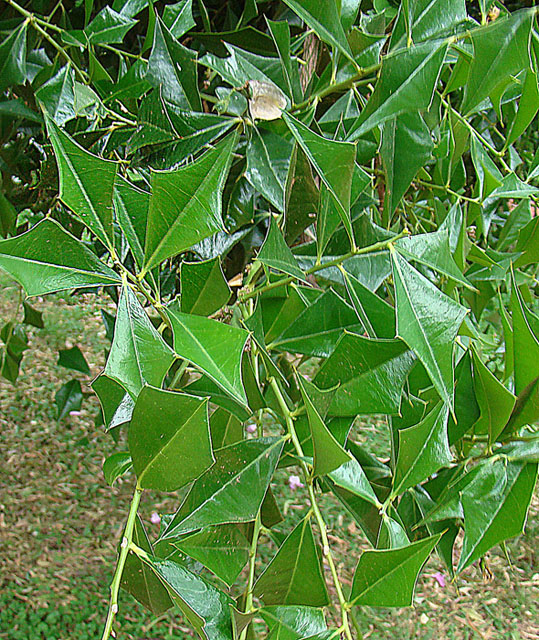